# Erythrophysopsis aesculina
Erythrophysopsis aesculina är en kinesträdsväxtart som först beskrevs av Henri Ernest Baillon, och fick sitt nu gällande namn av Bernard Verdcourt. Erythrophysopsis aesculina ingår i släktet Erythrophysopsis och familjen kinesträdsväxter. Inga underarter finns listade i Catalogue of Life.